# Pinhas Lavon
Pinhas Lavon (Hebreeuws: פנחס לבון) (Kopychyntsi, 12 juli 1904 - Tel Aviv,  24 januari 1976) was een Israëlisch politicus, minister en vakbondsleider. Hij is vooral bekend geworden door de Lavon-affaire.

## Jonge jaren
Lavon werd geboren als Pinhas Lubianiker in Kopychyntsi in het voormalige Galicië in Oostenrijk-Hongarije (nu Oekraïne). Hij studeerde rechten aan de Universiteit van Lviv, waar hij actief was voor de Israëlische vakbond Histadrut. Hij maakte zijn alia naar het mandaatgebied Palestina in 1929.

## Politiek leven
Lavon werd verkozen in de eerste Knesset in 1949 en diende korte tijd als de leider van de Histadrut van 1949 tot 1950. Hij werd benoemd tot minister van Landbouw in het tweede kabinet David Ben-Gurion.
Hij behield zijn zetel in de verkiezingen van 1951, en in 1952 werd hij benoemd tot minister zonder portefeuille. Na het vertrek van Ben-Gurion, werd hij benoemd tot minister van Defensie in 1954. Op 21 februari 1955 trad hij echter alweer af, nadat hij was beschuldigd van het autoriseren van een Israëlische operatie onder valse vlag betreffende het plegen van bomaanslagen in Egypte. De aanslagen richtten slechts materiële schade aan. De opvolgende affaire kwam bekend te staan als de Lavon-affaire.
Toch bleef hij parlementslid na de verkiezingen van 1955 en 1959 en keerde hij terug naar de leiding van de Histadrut van 1956 tot 1961. Lavon werd later vrijgesproken van enige betrokkenheid bij de bomaanslagen. Hij trok zich uit het openbare leven in 1964 na een langdurige onenigheid met Ben-Gurion en stierf in Tel Aviv in 1976. Hij werd begraven in Kibboets Hulda.
Tijdens zijn ambtstermijn stond Lavon op gespannen voet met de opperbevelhebber van het IDF, Moshe Dayan, door belangrijke beleidsvergaderingen te beleggen zonder dat Dayan daarbij was en door direct contact op te nemen  met IDF-officieren, zonder de bevelsketen te respecteren. Het hoogtepunt kwam toen Operatie Susannah (zoals de Lavon-affaire officieel werd genoemd) werd gelanceerd terwijl Dayan het land uit was.